# Стаффаж

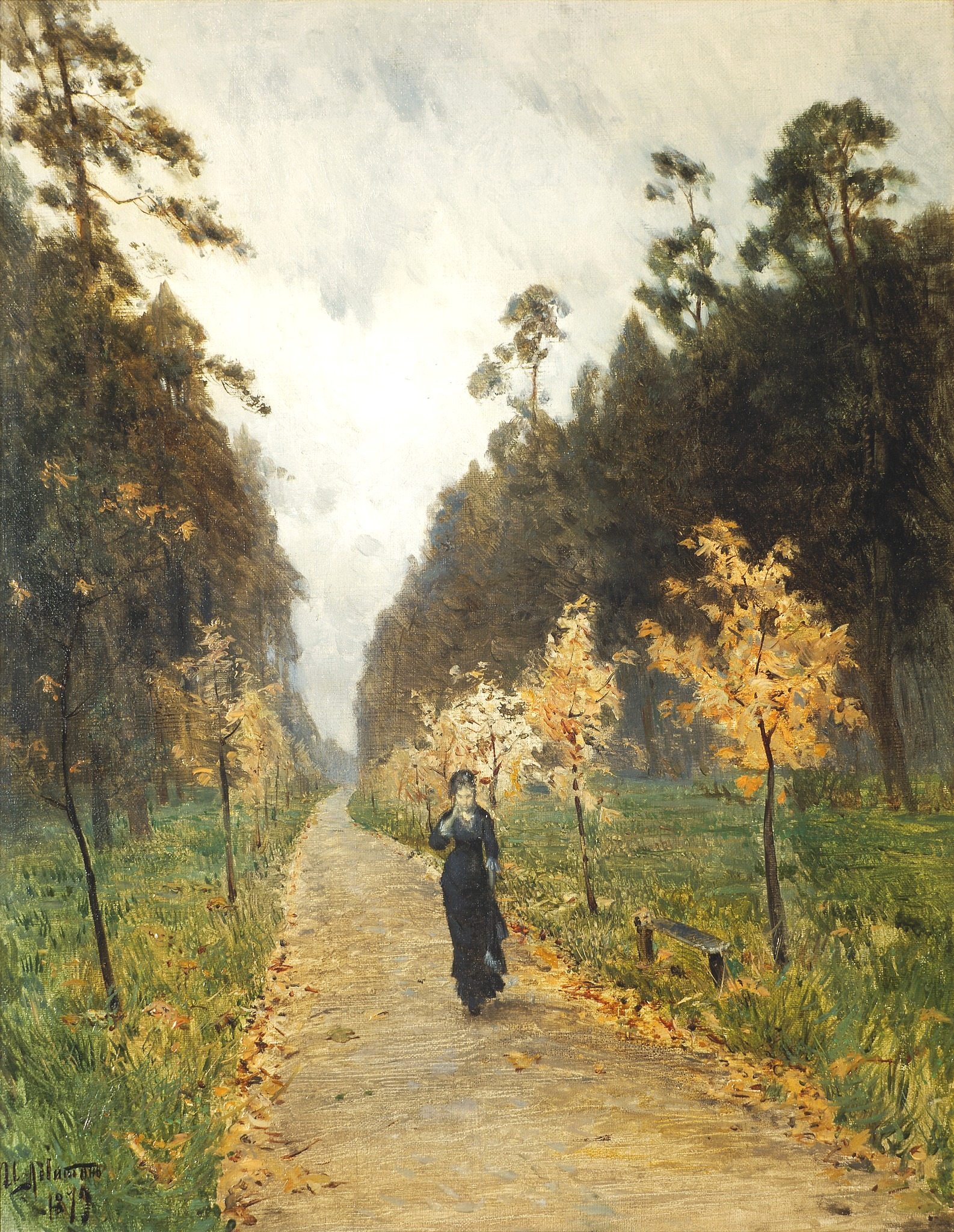
И. И. Левитан. Осенний день. Сокольники. Женская фигура написана художником Н. П. Чеховым. 1879. Холст, масло. Москва, Государственная Третьяковская галерея

Стаффа́ж (нем. Staffage от staffieren — ‘украшать картины фигурами’) — «второстепенные элементы композиции, создающие фон, окружение, среду для основных фигур и подчёркивающие их значение, обогащающие сюжет дополнительными нюансами, сценами, эпизодами».
Термин «стаффаж» чаще относят к искусству живописи, но его также используют в графике, например книжной, в декоративных росписях и рельефах. Близкие термины: атрибут, аксессуар, акциденция. Использование в изобразительной композиции вспомогательных элементов служит важным средством жанровой определённости в изобразительном искусстве, которое помогает художнику в создании конкретной жанровой разновидности (в иных концепциях: «жанровой формы»). Например: «Сельский пейзаж с фигурами», «Групповой портрет в интерьере». Причём главные и второстепенные фигуры в подобных композициях могут меняться местами.
Такая особенность сформировалась в искусстве германо-австрийского бидермайера 1815—1848 годов  (этим объясняется немецкое происхождение термина «стаффаж»). Немецкие живописцы Г. Ф. Керстинг, Людвиг Рихтер, Карл Шпицвег, Антон Цвенгауэр, Юлиус Шоппе; австрийские Мориц фон Швинд, Франц Ксавер Петтер и многие другие изображали бюргеров на фоне пейзажа или в своих домах, в окружении детей, цветов в кадках, портретов на стенах, собак и кошек, своих жён за роялем или домашним рукоделием… Предметы быта, семейной обстановки порой становились важнее изображаемых персонажей, во всяком случае в отношении создания настроения уюта и благоденствия.
В русской живописи первой трети XIX века, сформировался оригинальный жанр под названием «в комнатах», в котором человеческая фигура или несколько фигур являются стаффажем, а главным становится изображение архитектурного интерьера. В парадном групповом портрете на фоне интерьера или пейзажа, наоборот фигуры (либо полуфигуры) являются главными (что отвечает задачам портрета), а детали, окружение — стаффажем.
Впервые стаффаж достаточно определённо проявился в западноевропейской живописи на рубеже  XVI—XVII веков, в процессе формирования новых жанров,стилей и школ в искусстве. Так, в голландской живописи XVII века, в частности, в картинах «малых голландцев», такая тенденция закреплялась цеховым правилом разделения труда: один живописец писал небо, другой деревья или корабли в море, третий — фигуры людей, четвёртый — стаффаж.
В академическом искусстве XVIII—XIX веков большие картины исторического жанра, парадные портреты, композиции на мифологические и библейские сюжеты по канону всегда дополняли стаффажем, характеризующем место и время изображаемых событий. В искусстве романтизма и сентиментализма стаффажные элементы имели особенно важное значение для характеристики действующих лиц; они были призваны создавать лирическое настроение и придавать смысловой контекст изображаемым героям и героиням.
В романтической пейзажной живописи, а также в жанрах путевых зарисовок и архитектурной графики: акварелях с видами городов, в частности популярных в XIX веке путевых альбомах с литографированными видами, стаффаж обретает иконографическое и научное значение. Среди иностранных художников, прославившихся такими альбомами, следует назвать в первую очередь А. Торелли, Д. А. Аткинсона, Дж. Уокера, Ш. К. Башелье, Ж. Бернардацци, из русских — братьев Чернецовых, В. С. Садовникова.